# Zenon Andruszkiewicz
Zenon Andruszkiewicz pseud. Koroniasty (ur. 13 stycznia 1877 w Zygmuntowie, zm. 24 listopada 1953 w Warszawie) – działacz PPS, PPS-Lewicy, SDKPiL, RKP(b), KPP, PPR, PZPR, uczestnik rewolucji lutowej i październikowej i wojny domowej w Rosji, komisarz Armii Czerwonej.

## Życiorys

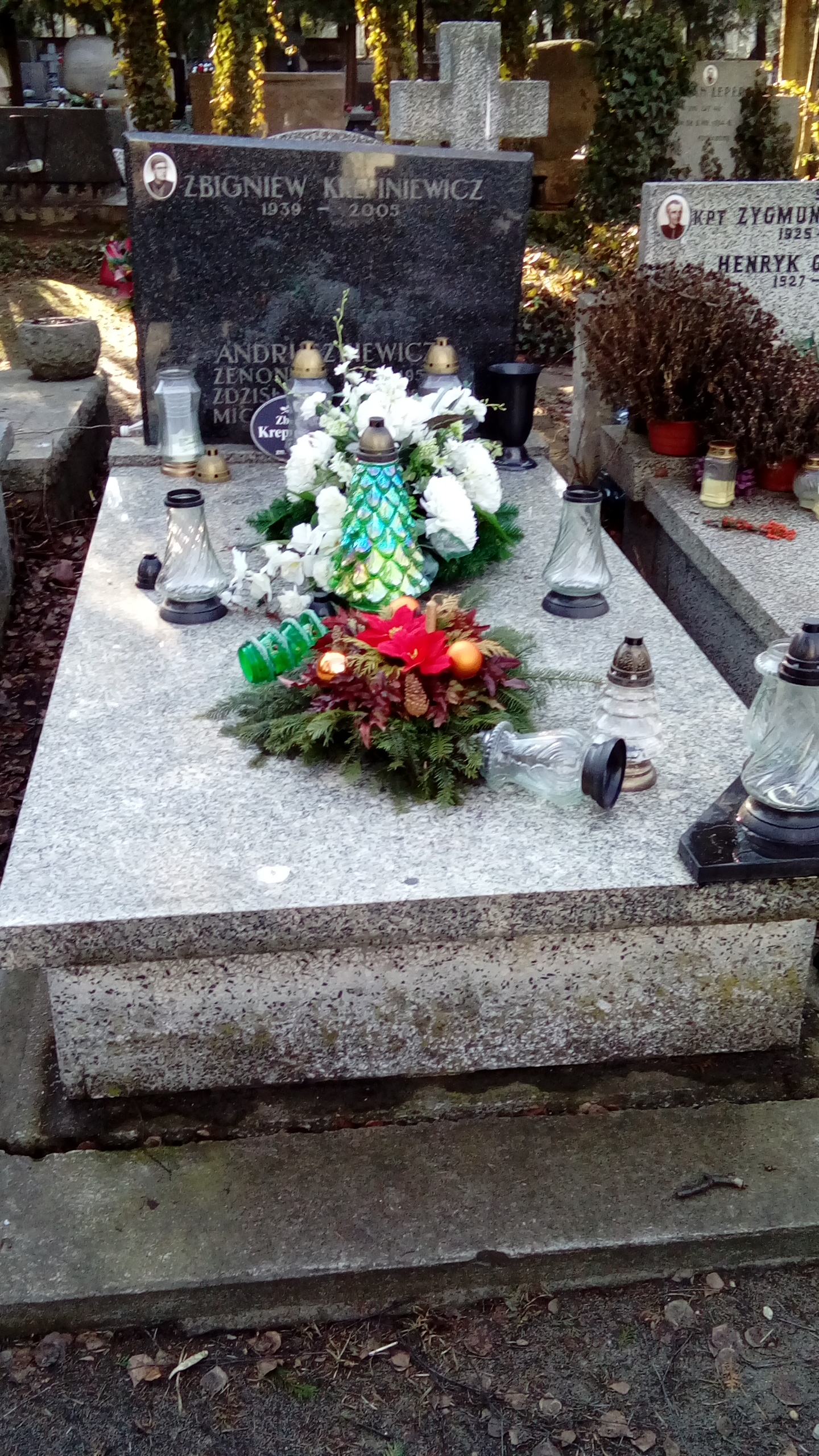
Grób Zenona Andruszkiewicza na Cmentarzu Wojskowym na Powązkach

Był synem powstańca styczniowego Ignacego. Od 1893 członek PPS, organizował komórki partyjne w warszawskich fabrykach i zakładach pracy. W 1898 został aresztowany i na krótko uwięziony w Cytadeli Warszawskiej za udział w pierwszomajowej manifestacji. W 1906 został aresztowany za zorganizowanie strajku warszawskich kolejarzy i osadzony w twierdzy brzeskiej, a następnie wydalony z Królestwa Kongresowego. Wkrótce nielegalnie powrócił i podjął działalność w PPS-Lewicy, skąd w 1915 przeszedł do SDKPiL. W 1912 należał do współzałożycieli Towarzystwa Kultury Polskiej (TKP). W tym samym roku został ponownie aresztowany za działalność w PPS-Lewicy. Od 1915 w Piotrogrodzie, działał w polskim klubie robotniczym "Promień" i był agitatorem w fabryce "Feniks". Podczas rewolucji lutowej 1917 brał udział w uwalnianiu więźniów z więzienia "Kriesty" i zagarnięciu składu broni z Twierdzy Pietropawłowskiej. Podczas rewolucji październikowej uczestniczył w zdobywaniu Pałacu Zimowego i rozbrajaniu straży pałacowej. Współpracował z Feliksem Dzierżyńskim w walce z „kontrrewolucjonistami”.
Od grudnia 1917 pracował w Wydziale Ogólnym Komisariatu do spraw Polskich i był administratorem Polskiego Domu ludowego. W 1918 wstąpił do RKP(b), w której działał do 1922. W 1919 został zmobilizowany na front wojny domowej i mianowany komisarzem w sztabie Zachodniej (52) Dywizji Strzelców. Do 1919 brał udział w walkach nad Donem przeciwko wojskom Antona Denikina i nad Perekopem przeciw Piotrowi Wranglowi. Od listopada 1920 działał w Moskwie, a od kwietnia 1921 w Mińsku, gdzie z ramienia Biura Polskiego RKP(b) pracował w bibliotece Polskiego Klubu Robotniczego im. Róży Luksemburg. W 1922 był kurierem dyplomatycznym Rosji sowieckiej.
W 1923 powrócił do kraju i wstąpił do KPRP/KPP. Za udział w ruchu komunistycznym i strajkowym w 1928 został zwolniony z pracy w Centralnych Warsztatach Samochodowych Ministerstwa Spraw Wewnętrznych. W 1929 kierował strajkiem w Wytwórni Maszyn Precyzyjnych „Avia”. W latach 30. zaprzestał działalności komunistycznej i wstąpił do Stowarzyszenia Byłych Więźniów Politycznych. W 1938 został odznaczony Krzyżem Niepodległości. Od 1942 działał w PPR. W swoim mieszkaniu przy ul. Dźwińskiej 9 w Warszawie zorganizował skład broni i punkt rozdzielczy konspiracyjnej prasy. Odbywały się też tam spotkania i zebrania działaczy PPR i GL-AL. Od 1948 działał w PZPR. Został pochowany na wojskowych Powązkach (kwatera 2A-11-7).
Jego synowie Justyn i Celestyn zostali zamordowani przez Niemców.